# هانس الر
هانس الر (آلمانی: Hans Eller; ۱۴ اوت ۱۹۱۰ – ۴ آوریل ۱۹۴۳) قایقران روئینگ اهل آلمان بود.